# Model trinitari
El model trinitari és la divisió social en tres grups de funcions i estatus diferenciat. Un dels medievalistes més influents del segle xx, Georges Duby, identifica el model trinitari com el caracteritzador de la societat feudal. Així, es va establir a Europa a finals del Segle XI, com a model de societat en la que es reparteixen els seus diferents membres en tres funcions clarament delimitades: els oratores, o persones que resen per a la salvació de la comunitat, els bellatores, que combaten i defensen el col·lectiu i, finalment, els laboratores, que treballen i aporten el sosteniment per a tothom. D'aquesta manera, amb l'entrada del nou mil·lenni es deixen enrere els models binaris que, fins llavors, havien dominat les organitzacions socials: religiosos davant laics.
La influència d'aquest nou model trifuncional és inqüestionable a partir de la seva entrada en vigor: fins a les revolucions burgeses, al segle xviii, es va mantenir una triple partició social entre el clergat, la noblesa i un tercer estat.
Fins i tot hi ha autors, com Javier Alvarado que consideren aquest model d'organització social com la base que, en un futur, va comportar la divisió de poders que caracteritza les nostres democràcies actuals.